# Юркін Олександр Олександрович
Олександр Олександрович Юркін (23 серпня 1893, Калузька губернія, тепер Російська Федерація — 27 червня 1935, місто Москва, тепер Російська Федерація) — радянський діяч, директор Всесоюзного теплотехнічного інституту імені Дзержинського, голова Московської обласної Ради народного господарства. Член ВЦВК. Член Центральної контрольної комісії ВКП(б) у 1927—1930 роках.

## Життєпис
Народився в селянській родині. З тринадцятирічного віку працював у Москві, був учнем токаря і токарем по металу на заводі Добров-Набгольц. З 1912 року — член Спілки металістів Москви. Розповсюджував нелегальну літературу, брав участь в антивоєнному страйку 1914 року. За революційну діяльність був декілька разів звільнений із роботи, часто змінював підприємства. У 1915 році брав участь у страйку в обозних майстернях Москви. Після звільнення із майстерень переїхав до Петрограда, де з 1915 року працював робітником-токарем заводу «Новий Леснер».
Член РСДРП(б) з 1915 року.
Після Лютневої революції 1917 року — депутат Виборзької районної ради робітничих і солдатських депутатів, заступник комісара міліції Виборзького району, організатор і член районного штабу Червоної гвардії Виборзького району Петрограда. Обирався членом Міжрайонної наради районних рад Петрограда, входив до складу Центральної комендатури Червоної гвардії Петрограда. Учасник Жовтневого перевороту 1917 року в Петрограді, член Військово-революційного комітету Петроградської ради.
З листопада 1917 року — військовий комісар Виборзького району Петрограда, член бюро Головного штабу робітничої Червоної гвардії. Учасник громадянської війни в Росії, служив комісаром постачання армії.
З початку 1920-х років — на господарській роботі. У 1921—1922 роках — директор заводу імені Володимира Ілліча в Москві.
У 1922—1931 роках — директор Московської трамвайної електростанції.
У 1929 році закінчив механічний факультет Московського вищого технічного училища імені Баумана, здобув спеціальність інженера-механіка.
14 січня — 16 вересня 1931 року — голова Московської обласної ради народного господарства Мособлвиконкому і Мосради. 16 вересня 1931 — травень 1932 року — голова Московської обласної ради народного господарства Мособлвиконкому. Одночасно — заступник голови Енергоцентру.
У травні 1932 — 27 червня 1935 року — директор Всесоюзного теплотехнічного інституту імені Дзержинського в Москві.
Помер 27 червня 1935 року в Москві. Похований на Новодівичому цвинтарі Москви.